# Kaloula rigida
Espèce
Statut de conservation UICN

 LC  : Préoccupation mineure
Kaloula rigida est une espèce d'amphibiens de la famille des Microhylidae.

## Répartition
Cette espèce est endémique des Philippines. Son aire de répartition concerne les zones montagneuses du Nord de Luçon,.

## Description

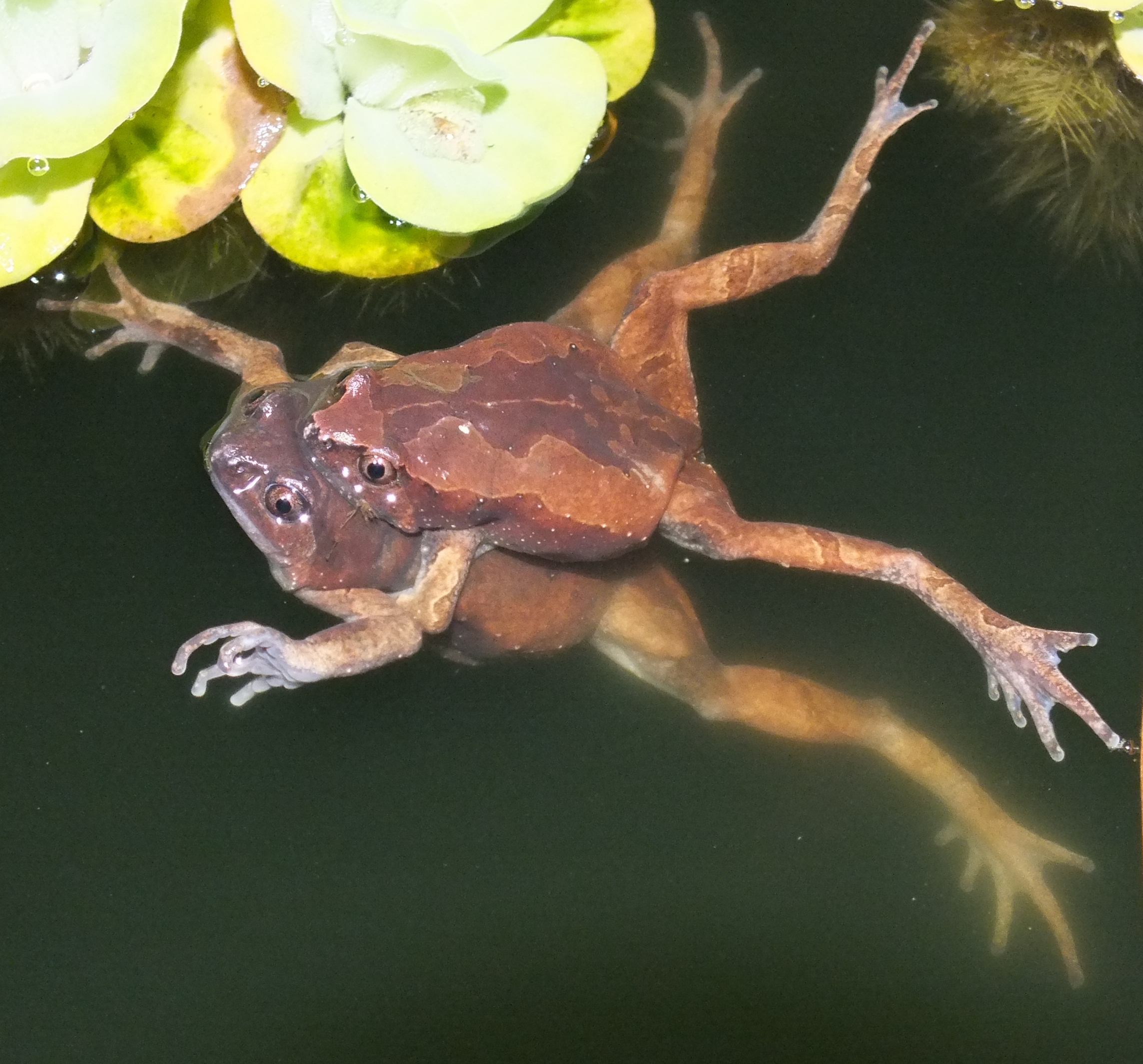

Kaloula rigida mesure entre 45 et 50 mm. Son dos est violacé. Son ventre est brun clair grisâtre et présente des marbrures et réticulations plus claires. Son menton et sa gorge sont réticulés de blanc sale.

## Publication originale
- Taylor, 1922 : Additions to the herpetological fauna of the Philippine Islands, I. The Philippine journal of science, vol. 21, p. 161-206 (texte intégral).